# Еллінвуд (Канзас)
Еллінвуд (англ. Ellinwood) — місто (англ. city) в США, в окрузі Бартон штату Канзас. Населення — 2011 особа (2020).

## Географія
Еллінвуд розташований за координатами 38°21′21″ пн. ш. 98°34′58″ зх. д. / 38.35583° пн. ш. 98.58278° зх. д. (38.355853, -98.582735).  За даними Бюро перепису населення США в 2010 році місто мало площу 2,95 км², уся площа — суходіл. В 2017 році площа становила 3,83 км², уся площа — суходіл.

## Демографія
Згідно з переписом 2010 року, у місті мешкала 2131 особа в 910 домогосподарствах у складі 601 родини. Густота населення становила 723 особи/км².  Було 1042 помешкання (353/км²).
Расовий склад населення:
| - 96,5 % — білих - 0,6 % — корінних американців - 0,3 % — чорних або афроамериканців |

До двох чи більше рас належало 1,7 %. Частка іспаномовних становила 2,9 % від усіх жителів.
За віковим діапазоном населення розподілялося таким чином: 22,7 % — особи молодші 18 років, 55,7 % — особи у віці 18—64 років, 21,6 % — особи у віці 65 років та старші. Медіана віку мешканця становила 43,7 року. На 100 осіб жіночої статі у місті припадало 93,9 чоловіків;  на 100 жінок у віці від 18 років та старших — 89,4 чоловіків також старших 18 років.
Середній дохід на одне домашнє господарство  становив 53 205 доларів США (медіана — 49 432), а середній дохід на одну сім'ю — 60 017 доларів (медіана — 54 375). Медіана доходів становила 43 533 долари для чоловіків та 32 153 долари для жінок. За межею бідності перебувало 18,3 % осіб, у тому числі 24,4 % дітей у віці до 18 років та 4,7 % осіб у віці 65 років та старших.
Цивільне працевлаштоване населення становило 1295 осіб. Основні галузі зайнятості: освіта, охорона здоров'я та соціальна допомога — 23,8 %, сільське господарство, лісництво, риболовля — 11,6 %, будівництво — 8,6 %, роздрібна торгівля — 8,5 %.